# Да защитиш живота си
„Да защитиш живота си“ (на английски: Defending Your Life) е американски фантастична романтична комедия от 1991 г. на режисьора Албърт Брукс, който също изпълнява главната роля, а поддържащия състав се състои от Мерил Стрийп, Рип Торн, Лий Грант и Бък Хенри.